# Mistrovství světa ve fotbale hráčů do 20 let 1999
Mistrovství světa ve fotbale hráčů do 20 let 1999 bylo 12. ročníkem tohoto turnaje. Vítězem se stala španělská fotbalová reprezentace do 20 let.

## Kvalifikované týmy
| Konfederace                                   | Kvalifikační turnaj                                       | Kvalifikováni                                          |
| --------------------------------------------- | --------------------------------------------------------- | ------------------------------------------------------ |
| AFC (Asie)                                    | Mistrovství Asie ve fotbale hráčů do 19 let 1998          | Japonsko Kazachstán1 Jižní Korea Saúdská Arábie        |
| CAF (Afrika)                                  | Mistrovství Afriky ve fotbale hráčů do 20 let 1999        | Kamerun Ghana Mali Zambie1                             |
| CONCACAF (Severní, Střední Amerika a Karibik) | Mistrovství ve fotbale zemí CONCACAF hráčů do 20 let 1999 | Kostarika Honduras Mexiko USA                          |
| CONMEBOL (Jižní Amerika)                      | Mistrovství Jižní Ameriky ve fotbale hráčů do 20 let 1999 | Argentina Brazílie Paraguay Uruguay                    |
| OFC (Oceánie)                                 | Mistrovství Oceánie ve fotbale hráčů do 20 let 1999       | Austrálie                                              |
| UEFA (Evropa)                                 | Mistrovství Evropy ve fotbale hráčů do 19 let 1998        | Chorvatsko1 Anglie Německo Portugalsko Irsko Španělsko |
| Hostitel                                      | Hostitel                                                  | Nigérie                                                |

1 Tým, který se účastnil poprvé v historii.

## Základní skupiny
| Vysvětlivky | Vysvětlivky                                                                                    |
| ----------- | ---------------------------------------------------------------------------------------------- |
|             | První dva týmy z každé skupiny a čtyři nejlepší týmy na třetích místech postoupily do play off |

### Skupina A
| Tým       | B | Z | V | R | P | VG | IG | +/- |
| --------- | - | - | - | - | - | -- | -- | --- |
| Paraguay  | 6 | 3 | 2 | 0 | 1 | 5  | 6  | -1  |
| Nigérie   | 4 | 3 | 1 | 1 | 1 | 4  | 3  | +1  |
| Kostarika | 4 | 3 | 1 | 1 | 1 | 4  | 5  | -1  |
| Německo   | 3 | 3 | 1 | 0 | 2 | 5  | 4  | +1  |

| 3. dubna 1999 16:00 |          |                     |                                                                              |
| Nigérie             | 1:1      | Kostarika           | National Stadium, Lagos diváci: 37 500 rozhodčí: Siarhei Shmolik (Bělorusko) |
| Aghahowa 20'        | (Report) | Meléndez 83' (pen.) | National Stadium, Lagos diváci: 37 500 rozhodčí: Siarhei Shmolik (Bělorusko) |

| 4. dubna 1999 16:00       |          |          |                                                                          |
| Německo                   | 4:0      | Paraguay | National Stadium, Lagos diváci: 2 500 rozhodčí: Mohamed Guezzaz (Maroko) |
| Kern 44' 60' 69' Falk 90' | (Report) |          | National Stadium, Lagos diváci: 2 500 rozhodčí: Mohamed Guezzaz (Maroko) |

| 7. dubna 1999 16:00  |          |         |                                                                            |
| Nigérie              | 2:0      | Německo | National Stadium, Lagos diváci: 20 000 rozhodčí: Ángel Sánchez (Argentina) |
| Shittu 69' Garba 81' | (Report) |         | National Stadium, Lagos diváci: 20 000 rozhodčí: Ángel Sánchez (Argentina) |

| 7. dubna 1999 19:00 |          |                                    |                                                                            |
| Kostarika           | 1:3      | Paraguay                           | National Stadium, Lagos diváci: 18 000 rozhodčí: Jan Wegereef (Nizozemsko) |
| Garita 30'          | (Report) | Santa Cruz 26' Vera 50' Cuevas 66' | National Stadium, Lagos diváci: 18 000 rozhodčí: Jan Wegereef (Nizozemsko) |

| 10. dubna 1999 16:00 |          |                            |                                                                            |
| Nigérie              | 1:2      | Paraguay                   | National Stadium, Lagos diváci: 25 000 rozhodčí: Jan Wegereef (Nizozemsko) |
| Shittu 38'           | (Report) | Fernández 9' Maldonado 22' | National Stadium, Lagos diváci: 25 000 rozhodčí: Jan Wegereef (Nizozemsko) |

| 10. dubna 1999 19:00   |          |          |                                                                            |
| Kostarika              | 2:1      | Německo  | National Stadium, Lagos diváci: 22 000 rozhodčí: Ángel Sánchez (Argentina) |
| Brenes 33' Santana 69' | (Report) | Timm 38' | National Stadium, Lagos diváci: 22 000 rozhodčí: Ángel Sánchez (Argentina) |

### Skupina B
| Tým        | B | Z | V | R | P | VG | IG | +/- |
| ---------- | - | - | - | - | - | -- | -- | --- |
| Ghana      | 7 | 3 | 2 | 1 | 0 | 5  | 1  | +4  |
| Chorvatsko | 5 | 3 | 1 | 2 | 0 | 6  | 2  | +4  |
| Argentina  | 4 | 3 | 1 | 1 | 1 | 1  | 1  | 0   |
| Kazachstán | 0 | 3 | 0 | 0 | 3 | 1  | 9  | -8  |

| 4. dubna 1999 16:00 |          |             |                                                                      |
| Ghana               | 1:1      | Chorvatsko  | Ahmadou Bello Stadium, Kaduna diváci: 16 000 rozhodčí: Jun Lu (Čína) |
| Ofori-Quaye 68'     | (Report) | Deranja 22' | Ahmadou Bello Stadium, Kaduna diváci: 16 000 rozhodčí: Jun Lu (Čína) |

| 4. dubna 1999 19:00 |          |            |                                                                                 |
| Argentina           | 1:0      | Kazachstán | Ahmadou Bello Stadium, Kaduna diváci: 16 000 rozhodčí: Claus Bo Larsen (Dánsko) |
| Cambiasso 44'       | (Report) |            | Ahmadou Bello Stadium, Kaduna diváci: 16 000 rozhodčí: Claus Bo Larsen (Dánsko) |

| 7. dubna 1999 16:00 |          |           |                                                                                |
| Ghana               | 1:0      | Argentina | Ahmadou Bello Stadium, Kaduna diváci: 5 000 rozhodčí: Claus Bo Larsen (Dánsko) |
| Ofori-Quaye 76'     | (Report) |           | Ahmadou Bello Stadium, Kaduna diváci: 5 000 rozhodčí: Claus Bo Larsen (Dánsko) |

| 7. dubna 1999 19:00                                            |          |              |                                                                     |
| Chorvatsko                                                     | 5:1      | Kazachstán   | Ahmadou Bello Stadium, Kaduna diváci: 5 000 rozhodčí: Jun Lu (Čína) |
| Deranja 7' Miladin 11' Sabolčki 34' Banović 79' Bjelanović 88' | (Report) | Urazayev 67' | Ahmadou Bello Stadium, Kaduna diváci: 5 000 rozhodčí: Jun Lu (Čína) |

| 10. dubna 1999 16:00 |          |            |                                                                                |
| Ghana                | 3:0      | Kazachstán | Ahmadou Bello Stadium, Kaduna diváci: 2 000 rozhodčí: Claus Bo Larsen (Dánsko) |
| Gyan 51' 69' Adu 53' | (Report) |            | Ahmadou Bello Stadium, Kaduna diváci: 2 000 rozhodčí: Claus Bo Larsen (Dánsko) |

| 10. dubna 1999 19:00 |          |           |                                                                     |
| Chorvatsko           | 0:0      | Argentina | Ahmadou Bello Stadium, Kaduna diváci: 4 000 rozhodčí: Jun Lu (Čína) |
|                      | (Report) |           | Ahmadou Bello Stadium, Kaduna diváci: 4 000 rozhodčí: Jun Lu (Čína) |

### Skupina C
| Tým            | B | Z | V | R | P | VG | IG | +/- |
| -------------- | - | - | - | - | - | -- | -- | --- |
| Mexiko         | 7 | 3 | 2 | 1 | 0 | 5  | 2  | +3  |
| Irsko          | 6 | 3 | 2 | 0 | 1 | 6  | 1  | +5  |
| Austrálie      | 3 | 3 | 1 | 0 | 2 | 4  | 8  | -4  |
| Saúdská Arábie | 1 | 3 | 0 | 1 | 2 | 2  | 6  | -4  |

| 4. dubna 1999 16:00                       |          |                |                                                                          |
| Austrálie                                 | 3:1      | Saúdská Arábie | Liberty Stadium, Ibadan diváci: 2 000 rozhodčí: Gustavo Méndez (Uruguay) |
| Culina 29' Maisano 72' Al-Garni 77' (vl.) | (Report) | Dabo 90'       | Liberty Stadium, Ibadan diváci: 2 000 rozhodčí: Gustavo Méndez (Uruguay) |

| 4. dubna 1999 19:00 |          |       |                                                                                 |
| Mexiko              | 1:0      | Irsko | Liberty Stadium, Ibadan diváci: 3 000 rozhodčí: Carlos Eugênio Simon (Brazílie) |
| Márquez 10'         | (Report) |       | Liberty Stadium, Ibadan diváci: 3 000 rozhodčí: Carlos Eugênio Simon (Brazílie) |

| 7. dubna 1999 16:00 |          |                                        |                                                                               |
| Austrálie           | 1:3      | Mexiko                                 | Liberty Stadium, Ibadan diváci: 500 rozhodčí: Carlos Eugênio Simon (Brazílie) |
| Sterjovski 45'      | (Report) | Márquez 2' J. Rodríguez 58' Osorno 83' | Liberty Stadium, Ibadan diváci: 500 rozhodčí: Carlos Eugênio Simon (Brazílie) |

| 7. dubna 1999 19:00 |          |                      |                                                                          |
| Saúdská Arábie      | 0:2      | Irsko                | Liberty Stadium, Ibadan diváci: 1 000 rozhodčí: Gustavo Méndez (Uruguay) |
|                     | (Report) | McPhail 42' Duff 65' | Liberty Stadium, Ibadan diváci: 1 000 rozhodčí: Gustavo Méndez (Uruguay) |

| 10. dubna 1999 16:00 |          |                                             |                                                                        |
| Austrálie            | 0:4      | Irsko                                       | Liberty Stadium, Ibadan diváci: 800 rozhodčí: Gustavo Méndez (Uruguay) |
|                      | (Report) | Sadlier 20' Duff 73' Healy 74' Crossley 90' | Liberty Stadium, Ibadan diváci: 800 rozhodčí: Gustavo Méndez (Uruguay) |

| 10. dubna 1999 19:00 |          |                 |                                                                             |
| Saúdská Arábie       | 1:1      | Mexiko          | Liberty Stadium, Ibadan diváci: 2 000 rozhodčí: Siarhei Shmolik (Bělorusko) |
| Al-Saqri 37'         | (Report) | L. González 30' | Liberty Stadium, Ibadan diváci: 2 000 rozhodčí: Siarhei Shmolik (Bělorusko) |

### Skupina D
| Tým         | B | Z | V | R | P | VG | IG | +/- |
| ----------- | - | - | - | - | - | -- | -- | --- |
| Mali        | 6 | 3 | 2 | 0 | 1 | 6  | 6  | 0   |
| Portugalsko | 4 | 3 | 1 | 1 | 1 | 4  | 3  | +1  |
| Uruguay     | 4 | 3 | 1 | 1 | 1 | 2  | 2  | 0   |
| Jižní Korea | 3 | 3 | 1 | 0 | 2 | 5  | 6  | -1  |

| 5. dubna 1999 16:00 |          |                      |                                                                                  |
| Uruguay             | 1:2      | Mali                 | Nnamdi Azikiwe Stadium, Enugu diváci: 16 000 rozhodčí: Zeljko Siric (Chorvatsko) |
| Chevantón 65'       | (Report) | Camara 51' Dissa 90' | Nnamdi Azikiwe Stadium, Enugu diváci: 16 000 rozhodčí: Zeljko Siric (Chorvatsko) |

| 5. dubna 1999 19:00 |          |                                   |                                                                                   |
| Jižní Korea         | 1:3      | Portugalsko                       | Nnamdi Azikiwe Stadium, Enugu diváci: 10 000 rozhodčí: Ahmad Nabil Ayad (Libanon) |
| Kim K.H. 37'        | (Report) | R. Sousa 27' Simão 85' 90' (pen.) | Nnamdi Azikiwe Stadium, Enugu diváci: 10 000 rozhodčí: Ahmad Nabil Ayad (Libanon) |

| 8. dubna 1999 16:00 |          |             |                                                                                 |
| Uruguay             | 1:0      | Jižní Korea | Nnamdi Azikiwe Stadium, Enugu diváci: 6 000 rozhodčí: Željko Širić (Chorvatsko) |
| Chevantón 3'        | (Report) |             | Nnamdi Azikiwe Stadium, Enugu diváci: 6 000 rozhodčí: Željko Širić (Chorvatsko) |

| 8. dubna 1999 19:00                 |          |              |                                                                                  |
| Mali                                | 2:1      | Portugalsko  | Nnamdi Azikiwe Stadium, Enugu diváci: 6 000 rozhodčí: Ahmad Nabil Ayad (Libanon) |
| Am. Coulibaly 15' (pen.) Ndiaye 45' | (Report) | P. Costa 55' | Nnamdi Azikiwe Stadium, Enugu diváci: 6 000 rozhodčí: Ahmad Nabil Ayad (Libanon) |

| 11. dubna 1999 16:00 |          |             |                                                                                            |
| Uruguay              | 0:0      | Portugalsko | Nnamdi Azikiwe Stadium, Enugu diváci: 4 000 rozhodčí: Olufunmi Orimisan Olaniyan (Nigérie) |
|                      | (Report) |             | Nnamdi Azikiwe Stadium, Enugu diváci: 4 000 rozhodčí: Olufunmi Orimisan Olaniyan (Nigérie) |

| 11. dubna 1999 19:00   |          |                                                  |                                                                                 |
| Mali                   | 2:4      | Jižní Korea                                      | Nnamdi Azikiwe Stadium, Enugu diváci: 4 000 rozhodčí: Željko Širić (Chorvatsko) |
| Dissa 57' Bagayoko 60' | (Report) | Seol K.H. 3' 35' Na H.K. 22' (pen.) Lee D.G. 69' | Nnamdi Azikiwe Stadium, Enugu diváci: 4 000 rozhodčí: Željko Širić (Chorvatsko) |

### Skupina E
| Tým      | B | Z | V | R | P | VG | IG | +/- |
| -------- | - | - | - | - | - | -- | -- | --- |
| Japonsko | 6 | 3 | 2 | 0 | 1 | 6  | 3  | +3  |
| USA      | 6 | 3 | 2 | 0 | 1 | 5  | 4  | +1  |
| Kamerun  | 6 | 3 | 2 | 0 | 1 | 4  | 4  | 0   |
| Anglie   | 0 | 3 | 0 | 0 | 3 | 0  | 4  | -4  |

| 5. dubna 1999 16:00 |          |              |                                                                               |
| Kamerun             | 2:1      | Japonsko     | Sani Abacha Stadium, Kano diváci: 12 000 rozhodčí: William Mattus (Kostarika) |
| Komol 72' 89'       | (Report) | Takahara 51' | Sani Abacha Stadium, Kano diváci: 12 000 rozhodčí: William Mattus (Kostarika) |

| 5. dubna 1999 19:00 |          |            |                                                                           |
| Anglie              | 0:1      | USA        | Sani Abacha Stadium, Kano diváci: 19 000 rozhodčí: Mourad Daami (Tunisko) |
|                     | (Report) | Califf 12' | Sani Abacha Stadium, Kano diváci: 19 000 rozhodčí: Mourad Daami (Tunisko) |

| 8. dubna 1999 16:00 |          |        |                                                                               |
| Kamerun             | 1:0      | Anglie | Sani Abacha Stadium, Kano diváci: 12 000 rozhodčí: William Mattus (Kostarika) |
| Cooper 63' (vl.)    | (Report) |        | Sani Abacha Stadium, Kano diváci: 12 000 rozhodčí: William Mattus (Kostarika) |

| 8. dubna 1999 19:00                          |          |              |                                                                                                  |
| Japonsko                                     | 3:1      | USA          | Abubarkar Tafawa Balewa Stadium, Bauchi diváci: 9 000 rozhodčí: Arturo Dauden Ibáñez (Španělsko) |
| Downing 10' (vl.) Takahara 51' Ogasawara 85' | (Report) | Futagaki 74' | Abubarkar Tafawa Balewa Stadium, Bauchi diváci: 9 000 rozhodčí: Arturo Dauden Ibáñez (Španělsko) |

| 11. dubna 1999 16:00 |          |                                |                                                                                                  |
| Kamerun              | 1:3      | USA                            | Abubarkar Tafawa Balewa Stadium, Bauchi diváci: 9 000 rozhodčí: Arturo Dauden Ibáñez (Španělsko) |
| Kioyo 63'            | (Report) | Twellman 38' 79' Bocanegra 57' | Abubarkar Tafawa Balewa Stadium, Bauchi diváci: 9 000 rozhodčí: Arturo Dauden Ibáñez (Španělsko) |

| 11. dubna 1999 19:00 |          |        |                                                                                        |
| Japonsko             | 2:0      | Anglie | Abubarkar Tafawa Balewa Stadium, Bauchi diváci: 9 000 rozhodčí: Mourad Daami (Tunisko) |
| Ishikawa 39' Ono 48' | (Report) |        | Abubarkar Tafawa Balewa Stadium, Bauchi diváci: 9 000 rozhodčí: Mourad Daami (Tunisko) |

### Skupina F
| Tým       | B | Z | V | R | P | VG | IG | +/- |
| --------- | - | - | - | - | - | -- | -- | --- |
| Španělsko | 7 | 3 | 2 | 1 | 0 | 5  | 1  | +4  |
| Brazílie  | 6 | 3 | 2 | 0 | 1 | 8  | 3  | +5  |
| Zambie    | 4 | 3 | 1 | 1 | 1 | 5  | 8  | -3  |
| Honduras  | 0 | 3 | 0 | 0 | 3 | 4  | 10 | -6  |

| 5. dubna 1999                          |          |                          |                                                                            |
| Zambie                                 | 4:3      | Honduras                 | U.J. Esuene Stadium, Calabar diváci: 12 000 rozhodčí: Micallef (Austrálie) |
| Makayi 19' Makufi 44' 55' Mbambara 72' | (Report) | Suazo 9' de León 41' 74' | U.J. Esuene Stadium, Calabar diváci: 12 000 rozhodčí: Micallef (Austrálie) |

| 5. dubna 1999 |          |          |                                                                      |
| Španělsko     | 2:0      | Brazílie | U.J. Esuene Stadium, Calabar diváci: 12 000 rozhodčí: Ramos (Mexiko) |
| Gabri 15' 33' | (Report) |          | U.J. Esuene Stadium, Calabar diváci: 12 000 rozhodčí: Ramos (Mexiko) |

| 8. dubna 1999 |          |           |                                                                     |
| Zambie        | 0:0      | Španělsko | U.J. Esuene Stadium, Calabar diváci: 8 000 rozhodčí: Ramos (Mexiko) |
|               | (Report) |           | U.J. Esuene Stadium, Calabar diváci: 8 000 rozhodčí: Ramos (Mexiko) |

| 8. dubna 1999 |          |                           |                                                                               |
| Honduras      | 0:3      | Brazílie                  | Liberation Stadium, Port Harcourt diváci: 16 000 rozhodčí: Olaniyan (Nigérie) |
|               | (Report) | Edu 36' 80' Matuzalém 41' | Liberation Stadium, Port Harcourt diváci: 16 000 rozhodčí: Olaniyan (Nigérie) |

| 11. dubna 1999 |          |                                                                    |                                                                                 |
| Zambie         | 1:5      | Brazílie                                                           | Liberation Stadium, Port Harcourt diváci: 16 000 rozhodčí: Micallef (Austrálie) |
| Sinkala 39'    | (Report) | Ronaldinho 27' Aurélio 45' Baiano 65' Mancini 69' Rodrigo Gral 80' | Liberation Stadium, Port Harcourt diváci: 16 000 rozhodčí: Micallef (Austrálie) |

| 11. dubna 1999 |          |                                |                                                                             |
| Honduras       | 1:3      | Španělsko                      | Liberation Stadium, Port Harcourt diváci: 16 000 rozhodčí: Guezzaz (Maroko) |
| Oliva 76'      | (Report) | Pablo 10' Varela 26' Rubén 31' | Liberation Stadium, Port Harcourt diváci: 16 000 rozhodčí: Guezzaz (Maroko) |

### Žebříček týmů na třetích místech
| Tým       | B | Z | V | R | P | VG | IG | +/- |
| --------- | - | - | - | - | - | -- | -- | --- |
| Kamerun   | 6 | 3 | 2 | 0 | 1 | 4  | 4  | 0   |
| Uruguay   | 4 | 3 | 1 | 1 | 1 | 2  | 2  | 0   |
| Argentina | 4 | 3 | 1 | 1 | 1 | 1  | 1  | 0   |
| Kostarika | 4 | 3 | 1 | 1 | 1 | 4  | 5  | -1  |
| Zambie    | 4 | 3 | 1 | 1 | 1 | 5  | 8  | -3  |
| Austrálie | 3 | 3 | 1 | 0 | 2 | 4  | 8  | -4  |

## Play off

### Osmifinále
| 14. dubna 1999 16:00 |                         |            |                                                                  |
| Irsko                | 1:1 (prodl.) (3:5 pen.) | Nigérie    | Sani Abacha Stadium, Kano diváci: 20 000 rozhodčí: Jun Lu (Čína) |
| Sadlier 35'          | (Report)                | Ikedia 70' | Sani Abacha Stadium, Kano diváci: 20 000 rozhodčí: Jun Lu (Čína) |

| 14. dubna 1999 16:00        |          |           |                                                                                        |
| Ghana                       | 2:0      | Kostarika | Ahmadou Bello Stadium, Kaduna diváci: 1 000 rozhodčí: Arturo Dauden Ibáñez (Španělsko) |
| Afriyie 18' Ofori-Quaye 82' | (Report) |           | Ahmadou Bello Stadium, Kaduna diváci: 1 000 rozhodčí: Arturo Dauden Ibáñez (Španělsko) |

| 14. dubna 1999 19:00      |                          |                          |                                                                            |
| Paraguay                  | 2:2 (prodl.) (9:10 pen.) | Uruguay                  | National Stadium, Lagos diváci: 1 500 rozhodčí: Felipe Ramos Rizo (Mexiko) |
| Santa Cruz 62' (pen.) 86' | (Report)                 | Chevantón 32' Forlán 49' | National Stadium, Lagos diváci: 1 500 rozhodčí: Felipe Ramos Rizo (Mexiko) |

| 14. dubna 1999 19:00                                         |          |            |                                                                                  |
| Brazílie                                                     | 4:0      | Chorvatsko | U.J. Esuene Stadium, Calabar diváci: 12 000 rozhodčí: Ahmad Nabil Ayad (Libanon) |
| Ronaldinho 21' (pen.) 45' Fernando Baiano 48' (pen.) Edu 68' | (Report) |            | U.J. Esuene Stadium, Calabar diváci: 12 000 rozhodčí: Ahmad Nabil Ayad (Libanon) |

| 15. dubna 1999 16:00 |                         |                   |                                                                                          |
| Japonsko             | 1:1 (prodl.) (5:4 pen.) | Portugalsko       | Abubarkar Tafawa Balewa Stadium, Bauchi diváci: 8 000 rozhodčí: Mohamed Guezzaz (Maroko) |
| Endo 48'             | (Report)                | Marco Claudio 80' | Abubarkar Tafawa Balewa Stadium, Bauchi diváci: 8 000 rozhodčí: Mohamed Guezzaz (Maroko) |

| 15. dubna 1999 16:00   |          |                  |                                                                                            |
| Španělsko              | 3:2      | USA              | Liberation Stadium, Port Harcourt diváci: 15 600 rozhodčí: Carlos Eugênio Simon (Brazílie) |
| Pablo 15' 32' Xavi 19' | (Report) | Twellman 49' 90' | Liberation Stadium, Port Harcourt diváci: 15 600 rozhodčí: Carlos Eugênio Simon (Brazílie) |

| 15. dubna 1999 19:00                                         |          |              |                                                                              |
| Mexiko                                                       | 4:1      | Argentina    | Liberty Stadium, Ibadan diváci: 16 000 rozhodčí: Siarhei Shmolik (Bělorusko) |
| Osorno 52' E. Rodríguez 55' J. Rodríguez 67' L. González 88' | (Report) | Galletti 41' | Liberty Stadium, Ibadan diváci: 16 000 rozhodčí: Siarhei Shmolik (Bělorusko) |

| 15. dubna 1999 19:00                             |              |                                   |                                                                                 |
| Mali                                             | 5:4 (prodl.) | Kamerun                           | Nnamdi Azikiwe Stadium, Enugu diváci: 4 000 rozhodčí: Ángel Sánchez (Argentina) |
| Ndiaye 9' Bagayoko 67' Camara 83' Dissa 90' 104' | (Report)     | Komol 10' 74' Mbami 23' Kioyo 26' | Nnamdi Azikiwe Stadium, Enugu diváci: 4 000 rozhodčí: Ángel Sánchez (Argentina) |

### Čtvrtfinále
| 18. dubna 1999 16:00           |          |                     |                                                                         |
| Uruguay                        | 2:1      | Brazílie            | National Stadium, Lagos diváci: 10 000 rozhodčí: Mourad Daami (Tunisko) |
| Anchen 44' Canobbio 86' (pen.) | (Report) | Fernando Baiano 27' | National Stadium, Lagos diváci: 10 000 rozhodčí: Mourad Daami (Tunisko) |

| 18. dubna 1999 16:00       |          |           |                                                                                   |
| Mali                       | 3:1      | Nigérie   | Nnamdi Azikiwe Stadium, Enugu diváci: 22 000 rozhodčí: Sergei Shmolik (Bělorusko) |
| Bagayoko 1' 72' Diarra 44' | (Report) | Garba 17' | Nnamdi Azikiwe Stadium, Enugu diváci: 22 000 rozhodčí: Sergei Shmolik (Bělorusko) |

| 18. dubna 1999 19:00 |          |        |                                                                           |
| Japonsko             | 2:0      | Mexiko | Liberty Stadium, Ibadan diváci: 17 000 rozhodčí: Claus Bo Larsen (Dánsko) |
| Motoyama 4' Ono 24'  | (Report) |        | Liberty Stadium, Ibadan diváci: 17 000 rozhodčí: Claus Bo Larsen (Dánsko) |

| 18. dubna 1999 19:00 |                         |                 |                                                                                   |
| Španělsko            | 1:1 (prodl.) (8:7 pen.) | Ghana           | Ahmadou Bello Stadium, Kaduna diváci: 19 000 rozhodčí: William Mattus (Kostarika) |
| Barkero 54' (pen.)   | (Report)                | Ofori-Quaye 90' | Ahmadou Bello Stadium, Kaduna diváci: 19 000 rozhodčí: William Mattus (Kostarika) |

### Semifinále
| 21. dubna 1999 16:00 |          |                        |                                                                     |
| Mali                 | 1:3      | Španělsko              | Ahmadou Bello Stadium, Kaduna diváci: 6 000 rozhodčí: Jun Lu (Čína) |
| Dissa 52'            | (Report) | Varela 2' 26' Xavi 90' | Ahmadou Bello Stadium, Kaduna diváci: 6 000 rozhodčí: Jun Lu (Čína) |

| 21. dubna 1999 19:00 |          |                        |                                                                            |
| Uruguay              | 1:2      | Japonsko               | National Stadium, Lagos diváci: 8 000 rozhodčí: Simon Micallef (Austrálie) |
| Chevantón 24'        | (Report) | Takahara 23' Nagai 35' | National Stadium, Lagos diváci: 8 000 rozhodčí: Simon Micallef (Austrálie) |

### O 3. místo
| 24. dubna 1999 14:00 |          |         |                                                                            |
| Mali                 | 1:0      | Uruguay | National Stadium, Lagos diváci: 35 000 rozhodčí: Željko Širić (Chorvatsko) |
| Keita 30'            | (Report) |         | National Stadium, Lagos diváci: 35 000 rozhodčí: Željko Širić (Chorvatsko) |

### Finále
| 24. dubna 1999 17:00               |          |          |                                                                            |
| Španělsko                          | 4:0      | Japonsko | National Stadium, Lagos diváci: 38 000 rozhodčí: Ángel Sánchez (Argentina) |
| Barkero 5' Pablo 14' 30' Gabri 51' | (Report) |          | National Stadium, Lagos diváci: 38 000 rozhodčí: Ángel Sánchez (Argentina) |

## Vítěz
| Mistrovství světa ve fotbale hráčů do 20 let 1999 Španělsko (1. titul) Daniel Aranzubia • Pablo Coira • David Bermudo • Francisco Javier Jusué • Pablo Orbaiz (c) • Carlos Marchena • Gabri García • Xavi • Pablo Couñago • Gonzalo Colsa • Francisco Yeste • Fernando Varela • Iker Casillas • Álex Lombardero • David Aganzo • José Javier Barkero • Rubén Suárez • Álvaro Rubio |